# Авиационные происшествия 2006 года
В данном списке перечислены происшествия в гражданской и военной авиации, произошедшие в 2006 году и повлёкшие за собой потерю летательного аппарата и/или человеческие жертвы. В список не входят потери, произошедшие в зонах активных военных конфликтов.
В графе «Жертвы» через косую черту указаны число погибших/число выживших (например, 5/1 — 5 погибших, 1 выживший). Все происшествия представлены в хронологическом порядке, могут быть отсортированы по типу летательного аппарата и по эксплуатанту.
Список составлен на основе открытых источников, является неполным и может содержать неточности.

## Гражданская авиация

### Самолёты
| Дата        | Тип ЛА                     | Эксплуатант                     | Номер    | Место                                                          | Жертвы | Примечания                                                                                 |
| ----------- | -------------------------- | ------------------------------- | -------- | -------------------------------------------------------------- | ------ | ------------------------------------------------------------------------------------------ |
| 2 января    | BAe-125-700A               | Evolga (АВКОМ)                  | P4-AOD   | аэропорт Харькова, Украина                                     | 3/0    | Несинхронный выход закрылков.                                                              |
| 31 марта    | Let L-410 Turbolet         | TEAM Transportes Aéreos         | PT-FSE   | Риу-Бониту                                                     | 19/0   | Разбился при полёте в сложных метеоусловиях.                                               |
| 3 мая       | А-320                      | Армавиа                         | ЕК-32009 | аэропорт Сочи, Россия                                          | 113/0  | Ошибка экипажа. См. отдельную статью.                                                      |
| 9 июля      | А-310-324                  | Сибирь                          | F-OGYP   | аэропорт Иркутска, Россия                                      | 124/69 | Ошибка экипажа, вывод одного двигателя на взлётный режим. См. отдельную статью.            |
| 10 июля     | Fokker F-27 Friendship 200 | Pakistan International Airlines | AP-BAL   | Мултан, Пакистан                                               | 45/0   | Разбился вскоре после взлёта.                                                              |
| 22 августа  | Ту-154М                    | ФГУАП «Пулково»                 | RA-85185 | Сухая Балка Константиновского района Донецкой области, Украина | 170/0  | Ошибка экипажа. См. отдельную статью.                                                      |
| 27 августа  | Bombardier CL-600-2B19     | Comair                          | N431CA   | Лексингтон, США                                                | 49/1   | При взлёте выкатился за пределы ВПП и загорелся. См. отдельную статью.                     |
| 1 сентября  | Ту-154М                    | Iran Air Tours                  | EP-MCF   | Мешхед, Иран                                                   | 28/120 | При посадке лопнула шина шасси, самолёт выкатился с ВПП и загорелся. См. отдельную статью. |
| 29 сентября | Boeing-737-800             | Gol Transportes Aéreos          | PR-GTD   | штат Мату-Гросу, Бразилия                                      | 155/0  | Столкновение с другим самолётом. См. отдельную статью.                                     |
| 10 октября  | BAe 146-200A               | Atlantic Airways                | OY-CRG   | Стур, Норвегия                                                 | 4/12   | Выкатился за пределы ВПП. См. отдельную статью.                                            |
| 29 октября  | Boeing 737-2B7             | ADC Airlines                    | 5N-BFK   | Абуджа, Нигерия                                                | 1+96/9 | Разбился при взлёте. См. отдельную статью.                                                 |

### Вертолёты
| Дата     | Тип ЛА | Эксплуатант                              | Номер    | Место            | Жертвы | Примечания                            |
| -------- | ------ | ---------------------------------------- | -------- | ---------------- | ------ | ------------------------------------- |
| 11 марта | Ми-8   | 2-й Архангельский объединённый авиаотряд | RA-24485 | посёлок Варандей | 1/11   | Ошибка экипажа. См. отдельную статью. |

## Военная авиация

### Самолёты
| Дата      | Тип ЛА  | Эксплуатант  | Номер | Место                    | Жертвы | Примечания                                           |
| --------- | ------- | ------------ | ----- | ------------------------ | ------ | ---------------------------------------------------- |
| 4 января  | Су-24МР | ВВС России   |       | Амурская обл., Россия    | 0/2    | Отказ механизма изменения угла стреловидности крыла. |
| 19 января | Ан-24   | ВВС Словакии | 5605  | близ села Хейце, Венгрия | 42/1   | Врезался в склон горы.                               |

### Вертолёты
| Дата        | Тип ЛА | Эксплуатант | Номер | Место                                            | Жертвы | Примечания                                         |
| ----------- | ------ | ----------- | ----- | ------------------------------------------------ | ------ | -------------------------------------------------- |
| 11 сентября | Ми-8   | ВВС России  |       | посёлок Южный, в 5 километрах южнее Владикавказа | 11/4   | В сложных погодных условиях врезался в склон горы. |